# Единственный дом
«Единственный дом» — двадцать второй студийный альбом российской певицы Татьяны Булановой, выпущенный в 2020 году на лейбле United Music Group.

## Об альбоме
Альбом состоит из песен, написанных авторами Андреем Ивановым и Дмитрием Рубиным. Некоторые композиции ранее уже были изданы в других альбомах. Так, например, песня «Не пожелаю зла» была записана для саундтрека к сериалу «Улицы разбитых фонарей» и появилась в альбоме «Любовь» 2003 года, туда же была включена и песня «Зима». В альбоме представлено две версии песни «Единственный дом», сольная и дуэтная, которую Буланова записала с Михаилом Боярским.
31 июля 2020 года певица выпустила видеоклип на сольную версию песни «Единственный дом», в котором показан процесс записи песни и виды Санкт-Петербурга, родного города певицы.

## Отзывы критиков
| Оценки критиков | Оценки критиков |
| Источник        | Оценка          |
| --------------- | --------------- |
| InterMedia      | 7 из 10         |

Алексей Мажаев из издания InterMedia поставил альбому 7 баллов из 10, по его мнению, альбом получился достаточно разноплановым. Он отметил заглавную песню из альбома, назвав её отличающийся ото всех остальных своей живостью, а также детскую песню в финале альбома «По секрету всему свету». Дуэтную версию же «Единственного дома» автор раскритиковал, поскольку он решил, что исполнители не определились с жанром и исполнили каждый по-своему.

## Список композиций
Слова и музыка всех песен — Андрея Иванова и Дмитрия Рубина.
| №                   | Название                                 | Автор(ы)                     | Длительность |
| ------------------- | ---------------------------------------- | ---------------------------- | ------------ |
| 1.                  | «Не забывай меня»                        | Андрей Иванов                | 3:51         |
| 2.                  | «Город туманов»                          | Андрей Иванов, Дмитрий Рубин | 3:11         |
| 3.                  | «Единственный дом»                       | Андрей Иванов, Дмитрий Рубин | 4:00         |
| 4.                  | «Замок»                                  | Андрей Иванов, Дмитрий Рубин | 2:42         |
| 5.                  | «Звезды»                                 | Андрей Иванов, Дмитрий Рубин | 4:07         |
| 6.                  | «Зима»                                   | Андрей Иванов, Дмитрий Рубин | 3:19         |
| 7.                  | «Нам бы снова начать»                    | Андрей Иванов, Дмитрий Рубин | 3:52         |
| 8.                  | «Новый год»                              | Андрей Иванов, Дмитрий Рубин | 3:53         |
| 9.                  | «По выпавшему снегу»                     | Андрей Иванов, Дмитрий Рубин | 4:48         |
| 10.                 | «По секрету всему свету»                 | Андрей Иванов, Дмитрий Рубин | 3:25         |
| 11.                 | «Единственный дом» (с Михаилом Боярским) | Андрей Иванов, Дмитрий Рубин | 4:00         |
| Общая длительность: | Общая длительность:                      | Общая длительность:          | 41:13        |